# Istrisk nötkreatur

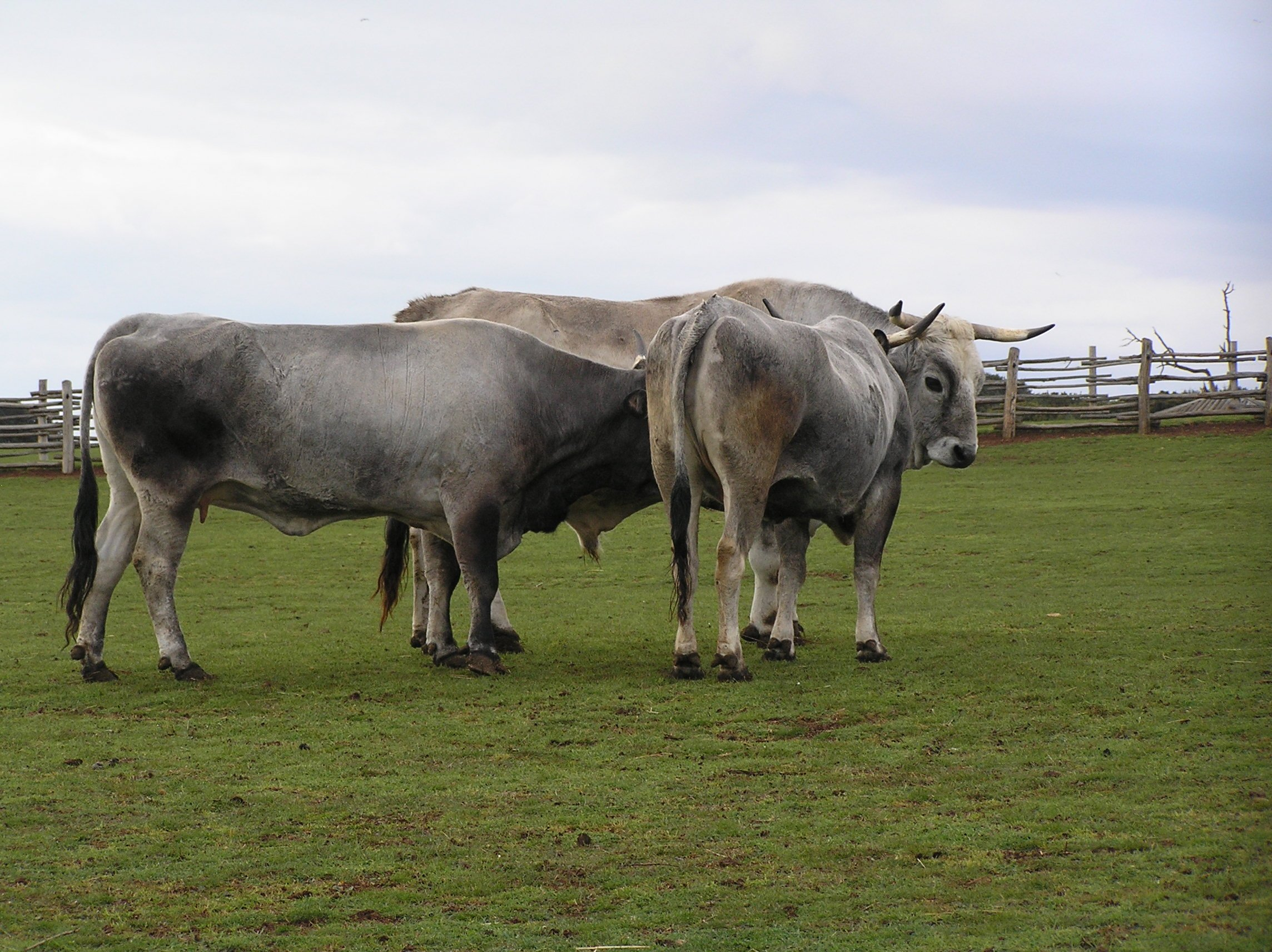
Boškarin

Istrisk nötkreatur är en lantras från Istrien i nordvästra Kroatien och Slovenien. Istrisk nötkreatur går ofta under det lokala namnet boškarin, vilket dock är ett populärt egennamn för oxar av rasen. Namnet av det omtyckta och uppskattade djuret har dock förts över och fått oförsiktigt beteckna hela rasen.
Ännu på 1960-talet fanns det runt 60 000 exemplar av boškarin kvar i Istrien men då nya raser introducerades för att öka effektiviseringen inom jordbruket blandades rasen upp. I början av 1990-talet fanns endast ett fåtal renrasiga exemplar kvar i Istrien. Boškarinen hade då helt försvunnit från den slovenska delen av Istrien. Ett arbete sattes då igång från privatpersoner och intresseorganisationer för rädda det magnifika nötkreaturet från utrotning. Idag finns det minst 350 kor, 18 tjurar och 43 oxar utspridda över en mängd ställen i Istrien.
Boškarinen med sin muskulösa och kraftiga kroppsbyggnad har goda egenskaper och har använts traditionellt som både ett dragdjur till både åkerarbete och transporter men även till mjölkproduktion. En tjur eller oxe väger runt ett ton medan en ko väger mellan 550 och 650 kilogram. Kännetecknande för kreaturet är även dess stora horn (betydligt större än på bilden till höger) och blågrå tunga. Boškarinens färg är företrädesvis grå. Korna ger mellan 800 och 1200 liter mjölk per år.
Årligen en lördag i juli, på Sankt Jakobs dag (kroatiska: Jakovlja), hålls en marknad och festival i staden Kanfanar i Istrien där man utser de bästa boškarinska oxarna. De tågar först i ett följe innan de vägs och till sist testas i traditionell plöjning.